# Bogislav von Dönhoff
Bogislav Otto Magnus Karl Arthur Graf von Dönhoff Freiherr von Krafft (* 24. August 1881 in Skandau (Ostpreußen); † 18. Februar 1961 in Buenos Aires) war ein deutscher Diplomat und Politiker (NSDAP).

## Familie
Bogislav war der Sohn von Otto Graf von Dönhoff, Freiherr von Krafft (1835–1904) und Maria (Mira) Gräfin von Schlippenbach (1851–1930). Er heiratete am 7. Juli 1915 in Buenos Aires Maria Luisa de las Mersedes Ludmilla Cornelia Hasperg (* 16. September 1897), mit der er folgende Kinder hatte:
- Elisabeth (* 11. Juli 1916 Buenos Aires)
- Otto-Magnus (* 1. November 1918 Buenos Aires; † 24. September 1941), gefallen
- Sylvina (* 6. März 1921 Berlin)

## Leben
Dönhoff besuchte die Gymnasien in Berlin, Darmstadt und Büdingen und legte Ostern 1901 das Abitur ab. 1901 bis 1905 studierte er Rechtswissenschaften in Bonn, Breslau, Berlin und Königsberg. Vom 1. April 1903 bis zum 31. März 1904 leistete er Militärdienst als Einjährig-Freiwilliger. Am 21. Juni 1903 wurde er zum Leutnant der Reserve befördert.
Er legte am 18. Dezember 1906 das Referendarexamen ab und war seit dem 21. Dezember 1906 im preußischen Justizdienst tätig
Am 10. November 1907 wechselte er in den auswärtigen Dienst. Er war Attaché an den Deutschen Botschaften in Madrid, Paris und St. Petersburg. Ab November 1909 war er in der Abteilung III (Recht) des Auswärtigen Amtes tätig. Er legte am 21. Juni 1911 die diplomatische Prüfung ab und wurde am 25. Juni 1911 zum Legationssekretär befördert. 1911 bis 1920 war er an der Gesandtschaft in Buenos Aires tätig. Dort wurde er 1918 zum Legationsrat ernannt und am 6. September 1920 in den einstweiligen Ruhestand versetzt.
Ab Februar 1921 war er wieder kommissarisch im Auswärtigen Amt beschäftigt und wirkte 1922 bis 1925 an der Gesandtschaft in Warschau. Am 30. September 1922 wurde er Gesandtschaftsrat, am 5. Januar 1925 Gesandtschaftsrat II. Klasse. Am 30. April 1925 wechselte er zur Gesandtschaft Wien, wo er am 17. Juli 1926 Gesandtschaftsrat I. Klasse wurde.
Zum 13. Juni 1927 übernahm er die kommissarische Leitung des Konsulates in Triest mit der Amtsbezeichnung Generalkonsul. Am 23. Dezember 1927 wurde er erneut in den einstweiligen Ruhestand versetzt aber weiterbeschäftigt und am 23. Februar 1929 zum Konsul II. Klasse ernannt. Am 23. März 1931 erfolgte die nächste Versetzung i. e. R. Danach lebte er in Quittainen, Kreis Preußisch Holland. Am 20. Oktober 1933 ging er in den Ruhestand, wurde aber am 29. Oktober 1936 reaktiviert und war bis zum Kriegsbeginn am 3. September 1939 Konsul in Bombay. Er wurde am 24. November 1937 zum Konsul I. Klasse und am 26. September 1938 zum Generalkonsul ernannt. Nach Kriegsbeginn arbeitete er im Auswärtigen Amt und war ab Sommer 1943 beurlaubt.

## Politik
Zum 1. März 1932 trat er der NSDAP bei (Mitgliedsnummer 1.012.416) und wurde Ortsgruppenleiter in Quittainen. 1933 wurde er Mitglied im Provinziallandtag der Provinz Ostpreußen und war von April bis zum 10. Juli 1933 stellvertretendes Mitglied des Preußischen Staatsrates.